# 古賀ゴルフ場前駅
古賀ゴルフ場前駅（こがゴルフじょうまええき）は、かつて福岡県古賀市日吉3丁目に存在した、西日本鉄道（西鉄）宮地岳線の駅。
2007年（平成19年）、宮地岳線（現・貝塚線）の区間廃止に伴い廃駅となった。

## 歴史
- 1958年（昭和33年）10月1日：開業。
- 2007年（平成19年）4月1日：廃止。

## 駅構造
津屋崎側に向かって右手にホームがある1面1線の地上駅。津屋崎側のホーム端に駅舎があった。駅舎の前に踏切があったが、その先はゴルフ場しかないため、ゴルフ場利用者以外はこれを通らなかった。末期は有人駅であったが、日中には係員不在となった。

## 利用状況
1日の平均乗車および乗降人員は下表のとおり。
| 年度   | 1日平均 乗車人員 | 1日平均 乗降人員 |
| ------ | ---------------- | ---------------- |
| 2000年 | 285              | 568              |
| 2001年 | 268              | 529              |
| 2002年 | 244              | 487              |
| 2003年 | 224              | 449              |
| 2004年 | 205              | 412              |
| 2005年 | 197              | 397              |
| 2006年 | 189              | 380              |

## 駅周辺
駅の東側約300 mの場所を国道495号が宮地岳線に並行する形で通る。駅前から国道までの区域は一戸建て住宅の多く建つ住宅地となっている。駅舎の反対側は古賀ゴルフ・クラブの敷地である。
古賀市の南端部にあたり、中心部からは外れており周辺に商業施設はほとんどない。
- ししぶ駅 - JR九州 鹿児島本線

## 隣の駅
西日本鉄道
■宮地岳線
西鉄新宮駅 - 古賀ゴルフ場前駅 - 西鉄古賀駅